# Ilhas Picton, Lennox e Nueva
As ilhas Picton, Lennox e Nueva, também conhecidas como Ilhas do Beagle, são três ilhas chilenas situadas a este da ilha Navarino, no extremo oriental do Canal Beagle e no Mar da Zona Austral. Pertencem administrativamente à comuna de Cabo de Hornos, Província da Antártica Chilena, Antártica Chilena.
As ilhas têm a seguinte área:
- Ilha Lennox: 171,5 km²
- Ilha Nueva: 120 km²
- Ilha Picton: 105 km²

## História
São praticamente desabitadas e pequenas, mas sua posição estratégica entre o Canal Beagle e o Oceano Pacífico e Oceano Atlântico, confere-lhes uma ampla projeção marítima. Têm grande riqueza em hidrocarbonetos.

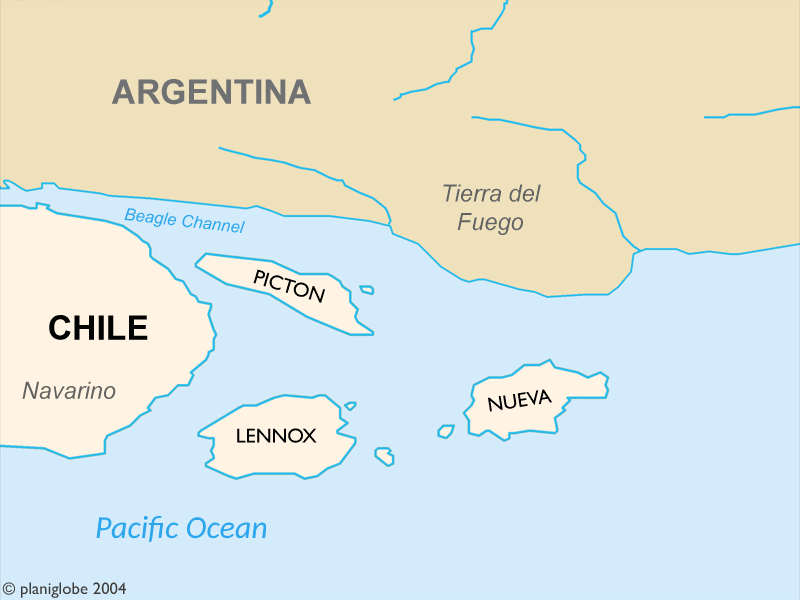
Mapa das ilhas

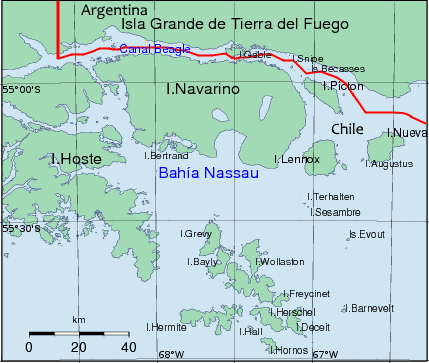
Mapa do arquipélago ao sul da Terra do Fogo, onde se localizam as ilhas na zona oriental.

Em 1977, um laudo arbitral solicitado pelo Chile e pela Argentina, a cargo de Isabel II de Inglaterra e que ratificava a possessão chilena das ilhas, foi declarado pela Argentina "insubsanablemente nulo", o que descambou numa corrida ao armamento, conhecida como Conflito de Beagle, entre ambos países sul-americanos e que quase desemboca numa guerra em 22 de Dezembro de 1978, que foi detida por uma tempestade e por mediação do Papa João Paulo II, representado pelo cardeal Antonio Samoré. Finalmente, depois do retorno à democracia e da aprovação num plebiscito na Argentina sobre a proposta papal, ambos os países assinaram um tratado de paz e amizade em 1984 no qual o estado pratense renunciava definitivamente a qualquer reclamação sobre as ilhas.